# Trevor Edwards
Leonard Trevor Edwards (Rhondda, 24 de janeiro de 1937 – Queensland, 30 de maio de 2024) foi um futebolista galês que atuava como defensor.

## Carreira
Trevor Edwards fez parte do elenco da Seleção Galesa de Futebol, na Copa do Mundo de 1958.

## Morte
Trevor morreu no dia 30 de maio de 2024, aos 87 anos.